# Guns N' Roses
Guns N' Roses je americká hard rocková skupina založená v roce 1985 v Los Angeles. Když v roce 1986 podepisovali smlouvu s Geffen Records, byli její zpěvák Axl Rose, hlavní kytarista Slash, doprovodný kytarista Izzy Stradlin, basista Duff McKagan a bubeník Steven Adler. Aktuální sestavu tvoří Rose, Slash, McKagan, klávesista Dizzy Reed, kytarista Richard Fortus, klávesistka Melissa Reese a bubeník Isaac Carpenter.
Jejich debutové album Appetite for Destruction (1987), dosáhlo dalšího roku prvního místa v žebříčku Billboard 200 rok po svém vydání, mezi singly, které dosáhly Top 10 patří „Welcome to the Jungle“, „Paradise City“ a „Sweet Child O' Mine“, který je jediným singlem skupiny, co dosáhl první příčky v žebříčku Billboard Hot 100. Alba se po celém světě prodalo přibližně 30 milionů kopií, z toho 18 milionů kusů ve Spojených státech, což z něj činí nejprodávanější debutové album v zemi a jedenácté nejprodávanější album vůbec. Jejich další studiové album G N' R Lies (1988) dosáhlo druhé příčky v žebříčku Billboard 200, prodalo se deset milionů kopií po celém světě (včetně pěti milionů v USA) a obsahovalo Top 5 hit „Patience“. Alba Use Your Illusion I a Use Your Illusion II, nahrané ve stejné době a vydané v roce 1991, debutovala na čísle dva a číslo jedna v žebříčku Billboard 200 a prodalo se jich dohromady 35 milionů kopií po celém světě, včetně 14 milionů kusů ve Spojených státech. Alba zahrnovala hlavní singl „You Could Be Mine“ (také se objevil v soundtracku pro film Terminátor 2: Den zúčtování), coververze „Live and Let Die“ a „Knockin' on Heaven's Door“ a trilogie balad („Don't Cry“, „November Rain“ a „Estranged“), které obsahovaly zejména vysoce nákladná a propracovaná hudební videa. Alba doprovázela rozsáhlé světové turné Use Your Illusion Tour, které trvalo od roku 1991 do roku 1993. The Spaghetti Incident? (1993), album coververzí, bylo posledním studiovým albem kapely, před odchodem Slashe a McKagana.
Práce na následném albu byla zastavena kvůli tvůrčím rozdílům mezi členy kapely; sestava se postupně kvůli drogám a sporům se zpěvákem Axlem Rosem v průběhu devadesátých let rozpadla a Rose zůstal nějakou dobu jediným jejím zakládajícím členem, který v kapele zůstal – v roce 1998 z původních členů z doby alb Use Your Illusion v kapele zůstali pouze Rose a Reed. Po deseti letech práce a několika změnách v sestavě bylo vydáno dlouho očekávané šesté studiové album Chinese Democracy (2008). Odhaduje se, že náklady na výrobu alba činily 14 milionů dolarů, čímž se stalo nejdražším albem v rockové historii. V žebříčku Billboard 200 dosáhlo třetí příčky. Slash a McKagan se ke skupině znovu připojili v roce 2016 během turné Not in This Lifetime... Tour, které se stalo třetím největším koncertním turné v historii a do konce roku 2019 činilo přes 584 milionů dolarů.
V raných letech byla skupina pro svůj hédonismus a vzdorovitost přirovnávána k raným Rolling Stones a dostala přezdívku „nejnebezpečnější skupina na světě“. Klasická sestava kapely spolu s pozdějšími členy Dizzy Reedem a bubeníkem Mattem Sorum byla v roce 2012 uvedena do Rock and Roll Hall of Fame, což je první rok její způsobilosti. Guns N 'Roses prodali po celém světě více než 100 milionů nahrávek, z toho 45 milionů ve Spojených státech, čímž se z nich stal 41. nejprodávanější umělec v historii.

## Historie
Skupinu v březnu 1985 v Los Angeles založili zpěvák Axl Rose, kytaristé Tracii Guns a Izzy Stradlin, baskytarista Ole Beich (brzy jej však nahradil Duff McKagan) a bubeník Rob Gardner. Jméno vzniklo spojením jmen skupin Hollywood Rose a L.A. Guns, ve kterých zakládající členové hráli.

### Vzestup ke slávě (1985–1990)
Když se Tracii Guns a Rob Gardner nechtěli zúčastnit prvního vystoupení Guns N' Roses v Seattlu, Axl Rose oslovil kytaristu Slashe a bubeníka Stevena Adlera, kteří jeho nabídku přijali a tak vznikla nejslavnější sestava skupiny. Jako přípravu před odjezdem do Seattlu hrála kapela v klubu Troubadour v L.A.. Slash popsal první zkoušku takto: „Zkoušeli jsme jen jeden den. Byla to ryzí souhra. Jako bysme hráli už celý roky“. Při cestě do Seattlu provázely kapelu nejrůznější problémy, jako rozbitý automobil, neochota majitelů vyplácet peníze za vystupování apod. Během cesty zpět do Los Angeles napsali členové skupiny píseň „Welcome to the Jungle“, která se stala jednou z jejich nejpopulárnějších.
Po turné v Seattlu se skupina zaměřila na losangeleské kluby – The Troubadour, The Roxy, Whisky a Go Go. Kapela musela projít obdobím Pay to Play – museli buď prodat určité množství lístků a nebo zaplatit, aby mohli hrát. Popularita kapely v tomto období byla však už dostatečně vysoká a skupina vždy prodala dostatečné množství lístků. Manažerkou se stala Vicky Hamiltonová. V tomto období vznikají nejslavnější písně, které se objeví na budoucím albu Appetite for Destruction – 20. července 1985 v Troubadouru poprvé zazněla „Welcome to the Jungle“, 20. září (opět v Troubadouru) „Rocket Queen“, 10. října „Paradise City“. 22. listopadu 1985 poprvé kapela vyprodává koncert. 20. prosince poprvé veřejně zazněl „Nightrain“ a 18. ledna 1986 „My Michelle“. Skupina působila na losangeleské hudební scéně obrovský rozruch, a proto si jich všiml i proslulý vyhledávač talentů Tom Zutaut z Geffen Records. Když se zjistilo, že se o Guns N' Roses zajímá Tom Zutaut, hodně společností se snažilo získat s kapelou smlouvu. Nakonec jí ale získal právě Zutaut. Tom Zutaut měl v úmyslu vytvořit kolem skupiny větší mýtus, a proto nepodporoval velké množství koncertů a chtěl kapelu omezit, aby každý koncert, který kapela odehraje, byla událost. Guns N' Roses se ale nechtěli koncertů vzdát a hráli často pod pseudonymem „Fargin Bastydges“. Poté si sama nahrála EP Live ?!*@ Like a Suicide. V mezičase už ale pracovala s Mikem Clinkem na Appetite for Destruction, které vyšlo v roce 1987 a obsahovalo hity jako „Welcome to the Jungle“, „Paradise City“, nebo „Sweet Child O' Mine“ a po celém světě se prodalo třicet milionů kopií.
Chování členů ale začalo přitahovat pozornost médií. Slash, Duff McKagan a Steven Adler byli často během koncertů pod vlivem drog a alkoholu. Podle některých členů štábů prý při jednom koncertu museli Slashe na pódium doslova dotlačit a on po jeho skončení ztratil vědomí. Během festivalu Monsters of Rock, který se konal ve Velké Británii, zahynuli dva fanoušci, když se dav začal po začátku vystoupení Guns N' Roses tlačit k pódiu. Média obviňovala ze smrti fanoušků skupinu, ale její členové se o incidentu dozvěděli až po skončení koncertu. Tyto a podobné incidenty vedly k tomu, že Guns N' Roses začali být označováni jako nejnebezpečnější skupina na světě.
V roce 1988 vyšlo album G N' R Lies, které také obsahovalo písně z EP Live ?!*@ Like a Suicide. Píseň „One In A Million“ vzbudila velkou kontroverzi, neboť se v jejím textu objevují slova „niggers“ (tj. negři) a „faggots“ (tj. buzeranti) a vedly k obviněním skupiny z rasismu a nesnášenlivosti vůči homosexuálům. Rose obvinění odmítl s tvrzením, že má rád homosexuální zpěváky, například Freddie Mercuryho a Eltona Johna.
V roce 1989 byli Guns N' Roses nominováni na několik American Music Awards. McKagan a Slash byli pod vlivem drog a mluvili vulgárně, když přebírali ceny za nejlepší heavy metalové album za Appetite for Destruction a za nejlepší heavy metalovou píseň za „Paradise City“. Kvůli incidentu byly následující přenosy vysílány s pětisekundovým zpožděním. Jejich píseň „Sweet Child O' Mine“ byla vyhlášena jako nejlepší píseň z žánru pop/rock.
Nakladatelství začalo požadovat po některých členech, aby změnili své chování. Rose hrozil, že skupinu rozpustí, pokud se nebudou léčit, čímž donutil členy léčení podstoupit.

### Use Your Illusion (1991–1993)

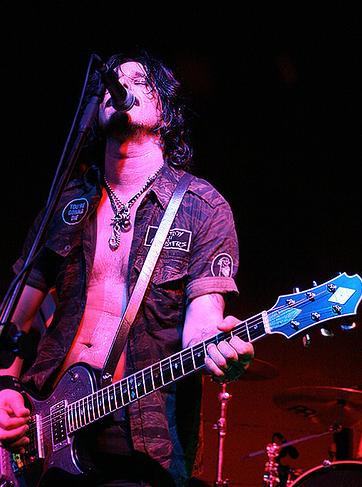
Gilby Clarke v kapele vystřídal Izzy Stradlina a hrál v letech 1991–94

V roce 1990 se skupina vrátila do studia, kde začala nahrávat svůj zatím nejambicióznější projekt. Bubeník Steven Adler nebyl v důsledku svých potíží s kokainem a heroinem schopen pokračovat v nahrávání. Rose říkal v interview, že když Guns N' Roses nahrávali píseň „Civil War“, povedlo se jim ji nahrát až na šedesátý pokus kvůli problémům se Stevenem. Nakonec byl Adler v dubnu 1990 ze skupiny vyhozen. Nahradil jej Matt Sorum, bývalý bubeník skupiny The Cult. Členem Guns N' Roses se stal také klávesista Dizzy Reed. Nakonec bylo nahráno dost materiálu pro vznik dvojalba, ale členové se rozhodli vydat dvě samostatná alba, Use Your Illusion I a Use Your Illusion II. Alba debutovala na americkém žebříčku na prvních dvou místech, což se předtím nikomu nepodařilo.
Po vydání alb se skupina vydala na 28 měsíců trvající světové turné nazvané Use Your Illusion Tour, které zaznamenalo obrovský úspěch, ale zároveň při něm došlo k několika incidentům. V létě 1991 během koncertu v St. Louis skočil Axl Rose mezi diváky a napadl jednoho z nich, protože si nahrával jejich vystoupení na videokameru. Poté Rose ukončil koncert a odešel do zákulisí a dav fanoušků začal páchat výtržnosti, při kterých bylo zraněno několik desítek lidí. Rose byl obviněn z vyprovokování výtržností, ale déle než rok se jej nepodařilo zatknout, protože kapela koncertovala v zahraničí. Soud ale nakonec rozhodl, že Rose incident nevyprovokoval a osvobodil jej. Mezitím skupinu opustil kvůli sporům s Rosem kytarista Izzy Stradlin a nahradil jej Gilby Clarke.
V roce 1992 vystoupili Guns N' Roses na Freddie Mercury Tribute Concert, což byl koncert uspořádaný k uctění památky Freddie Mercuryho a zahráli tam dvě své písně. V květnu toho roku vystoupili v Československu na pražském strahovském stadionu společně se Soundgarden a Faith No More. Uspořádali i několik koncertů společně se skupinou Metallica (Axl chtěl původně pozvat skupinu Nirvana, ale její frontman Kurt Cobain odmítl). Během koncertu v Montrealu byl zpěvák Metallicy James Hetfield zraněn pyrotechnikou. Metallica byla tímto donucena ukončit své vystoupení, ale Guns N' Roses byli požádáni, aby vystoupili. Po dlouhém zdržení se na pódiu objevili Guns N' Roses, ale po čtyřech písních se Rose rozhodl vystoupení kvůli problémům s hlasem ukončit. Jeho rozhodnutí opět rozpoutalo výtržnosti.
Skupina také natočila několik videoklipů, které měly podpořit prodej alb a koncertní turné, některé z nich, např. „November Rain“, patří mezi nejdražší kdy natočené videoklipy.
„November Rain“ se stal nejhranějším videoklipem na MTV a vyhrál MTV Video Music Awards za nejlepší kameru. Během show skupina zahrála píseň spolu se zpěvákem Eltonem Johnem.
V květnu 1993 si Gilby Clarke zlomil zápěstí při motocyklové nehodě a bylo nutno jej pro několik vystoupení v Evropě nahradit. Do skupiny se tady vrátil Izzy Stradlin, který odehrál pět koncertů.
Úspěšné turné skončilo 17. července 1993 v Buenos Aires v Argentině. Turné zaznamenalo několik rekordů v návštěvnosti, trvalo 28 měsíců a během něj bylo odehráno více než 200 koncertů. Koncert v Buenos Aires byl zároveň posledním koncertem Guns N' Roses v klasické sestavě.

### Úpadek (1994–1997)
V listopadu 1993 vydala skupina album The Spaghetti Incident?, které obsahovalo coververze především punkových písní. Album ovšem nezaznamenalo takový úspěch jako ta předchozí. Gilby Clarke byl ze skupiny vyhozen v roce 1994, protože podle ostatních členů jeho schopnosti psát písně nedosahovaly takových kvalit, aby byly užitečné při jejich dalším projektu. Do skupiny přišel jako náhrada za Clarka přítel Axla Rose Paul Tobias, který ovšem se zbytkem skupiny nevycházel dobře. Ve stejném roce nahrála skupina coververze písně od Rolling Stones „Sympathy for the Devil“ pro film Interview s upírem. Vše vyvrcholilo při nahrávání písně, kdy Tobias nahrál několik vlastních sól jako přídavek k těm, které nahrál Slash. Slash zuřil, když slyšel konečnou verzi písně, kde byla použita Tobiasova sóla. Vyvrcholením tohoto konfliktu byl v roce 1996 Slashův definitivní odchod z kapely (už v roce 1995 skupinu střídavě opouštěl a vzápětí se do ní vracel). Poté se Slash začal věnovat své kapele Slash's Snakepit, se kterou již v roce 1995 vydal album It's Five O'Clock Somewhere. Slashe v kapele nahradil Robin Finck. V roce 1997 byl vyhozen Matt Sorum, protože se pohádal s Rosem ohledně negativních komentářů, které o Slashovi pronesl Paul Tobias. V roce 1998 odstoupil Duff McKagan od smlouvy a opustil skupinu. Axl Rose tak zůstal ve skupině jako jediný ze slavné sestavy, která nahrála Appetite for Destruction.

### Noví Guns N' Roses (1998–2005)
V roce 1997 se objevily spekulace, že Axl Rose začal ve studiu pracovat na novém albu, tvrdilo se také, že na něm pracuje už od roku 1994. V roce 1998 Rose oznámil, že pracuje na nové desce a spolu s ním i bubeník Josh Freese (člen The Vandals), baskytarista Tommy Stinson (ex-člen The Replacements), klávesisté Dizzy Reed a Chris Pitman a kytaristé Robin Finck (ex-člen Nine Inch Nails) a Paul Tobias.
V roce 1999 vydala skupina píseň „Oh My God“, která byla považována za předehru k připravovanému novému albu s názvem Chinese Democracy. Guns N' Roses také vydali desku Live Era: '87-'93, která obsahovala živé nahrávky z let 1987–1993.
V roce 2000 do Guns N' Roses přišli avantgardní kytarista Buckethead a bubeník Josh Freese byl nahrazen Bryanem Mantiou, bývalým členem skupiny Primus. Nová sestava debutovala v lednu 2001 na dvou koncertech, jednom v Las Vegas a druhém na festivalu Rock in Rio v Rio de Janeiro. Skupina zahrála několik písní ze starších časů stejně jako několik písní z připravovaného alba. Další dvě vystoupení proběhla na konci roku 2001 opět v Las Vegas.
V roce 2002 opustil skupinu Paul Tobias kvůli nespokojenosti s protahováním natáčení alba. Nahradil jej Richard Fortus, ex-člen Love Spit Love. Skupina poté odehrála v srpnu 2002 několik koncertů a oznámila turné po Evropě a Asii. Guns N' Roses také v srpnu 2002 vystoupili na MTV Music Awards. Americké turné v roce 2002, první od roku 1993, mělo podpořit očekávané album Chinese Democracy. První koncert byl zrušen, neboť se na něj Rose nedostavil a opět propukly výtržnosti. Turné se setkalo se smíšenými výsledky. Lístky na koncerty v menších městech se špatně prodávaly, ale v New Yorku byly vyprodány během několika minut. Proběhlo několik koncertů, ale protože se Rose nedostavil na koncert ve Filadelfii, zrušil promotér zbytek turné.

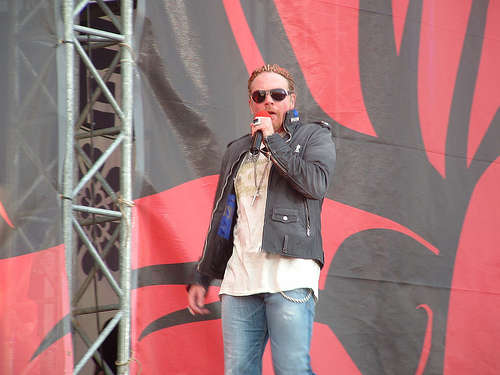
Axl Rose, zpěvák Guns N' Roses, při koncertě v roce 2006

V roce 2003 ohlásila skupina Offspring vydání nové desky s názvem Chinese Democracy (You Snooze You Lose) jako reakci na dlouho ohlášeného a dosud nevydaného nového alba Guns N' Roses. Axl Rose jim přes právníky poslal výhrůžný dopis, aby změnili název připravované desky. Offspring poté vydali prohlášení, že se jednalo pouze o žert a že ve skutečnosti takto svou připravovanou desku nikdy pojmenovat nechtěli.
Buckethead opustil skupinu v březnu 2004 a náhrada za něj nebyla oznámena. V březnu 2004 také vyšlo best-of album Greatest Hits. Rose kritizoval, že výběr písní na albu s ním nikdo nekonzultoval a podnikl i neúspěšné právní kroky, aby jeho vydání zabránil. V létě 2004 vydalo, přes Rosův nesouhlas, Cleopatra Records album The Roots of Guns N' Roses, což byl výběr dem, které kdysi Axl Rose nahrál.

### Příchod Bumblefoota, hostování Izzyho a vydání Chinese Democracy (2005–2009)
V dubnu 2005 unikla na internet píseň „I.R.S.“. Management skupiny požadoval její odstranění z webu a prohlašoval, že jde jen o nekvalitní demo, které neodráží potenciál skupiny. K dalšími úniku došlo v únoru 2006, kdy se na internet dostaly písně „Better“, „Catcher In The Rye“ a „There Was a Time“.

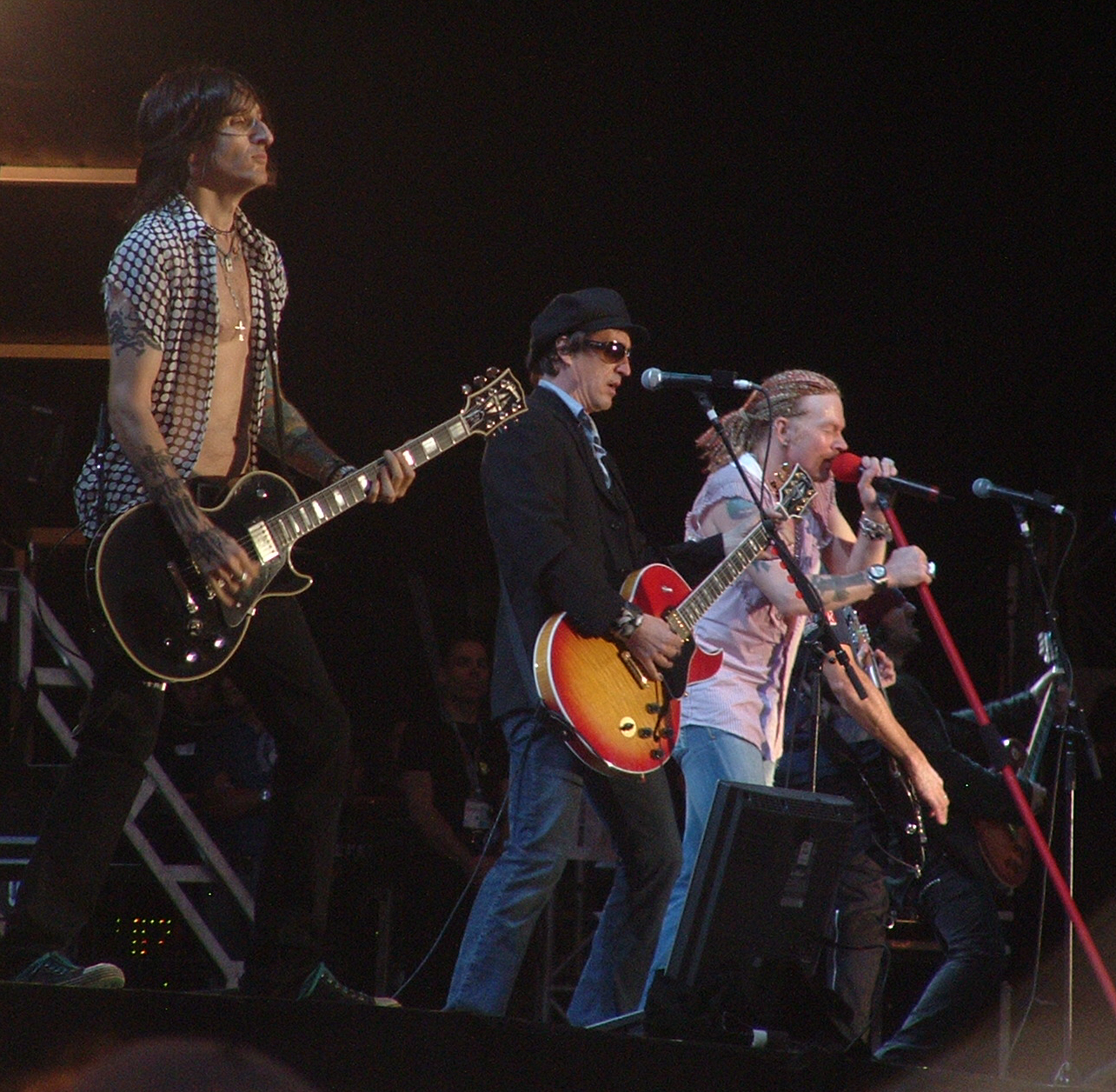
Izzy Stradlin a Guns N' Roses v roce 2006

Guns N' Roses zahájili v květnu 2006 nové turné a 13. června 2006 vystoupila kapela v pražské Sazka Areně, kde jim předkapely dělali Avenged Sevenfold a Sebastian Bach se svou kapelou. Do kapely rovněž přišel nový kytarista, Ron Thal, přezdívaný „Bumblefoot“. Při mnoha koncertech, včetně toho pražského, vystupoval jako host Izzy Stradlin, bývalý kytarista kapely. Přibližně v polovině evropského turné odjel domů bubeník Bryan Mantia, protože se mu narodilo dítě a chtěl být s rodinou. Ve zbytku evropské části turné jej nahradil Frank Ferrer a když se kapela vrátila do Spojených států, byl Ferrer oznámen jako regulérní člen kapely a ne pouze jako náhradník za Mantiu. Nakonec se Frank Ferrer stal oficiálním bubeníkem skupiny, zatímco Mantia už jejím členem fakticky není, i když s ní občas spolupracuje.
Předběžné datum vydání alba Chinese Democracy bylo určeno na 6. března 2007, ale ani tento termín nebyl dodržen a další zatím nebyl oznámen. Kapela na své webové stránce 22. února 2007 oznámila, že nahrávání alba bylo dokončeno. Nahrávání alba trvalo déle než deset let a stálo už přes třináct milionů dolarů, což z něj činí nejdražší album všech dob.
Dne 4. května 2007 unikly na internet písně „Chinese Democracy“, „I.R.S“ a „The Blues“ v plné délce a ve výborné kvalitě. V roce 2007 kapela pokračovala ve světovém turné, které začalo v červnu a kapela při něm vystoupila v Mexiku, Austrálii, Japonsku a na Novém Zélandu.
Album bylo údajně domixováno na Vánoce 2007 a na začátku roku 2008 ho frontman Axl Rose již hotové předal nahrávací společnosti. Diskutovalo se o jeho vydání, protože nahrávací společnost se vzhledem k jeho ceně bála, aby příliš neprodělala. Deska měla vyjít před Vánocemi 2008, nasvědčoval tomu i fakt, že se v září na veřejnosti objevila oficiálně první píseň, „Shackler's Revenge“ a to ve videohře Rock Band. Album nakonec vyšlo v listopadu 2008.

### Změny v sestavě, turné a hledání budoucnosti (2009–2015)
V roce 2009 došlo k další změně v sestavě skupiny, kdy se kytarista Robin Finck připojil zpět ke své původní kapele Nine Inch Nails a na jeho místo prvního kytaristy přišel excentrický multiinstrumentalista Darren Jay Ashba, zkráceně DJ Ashba. Někteří fanoušci tvrdí, že se příliš snaží podobat Slashovi nebo že ho dokonce kopíruje, neboť je také při koncertech často k vidění s cigaretou v puse, nosí stejně jako Slash černý cylindr a například při úvodním sólu ve „Sweet Child O'Mine“ drží kytaru kolmo k zemi, což bývala kdysi Slashova specialita.

### Návrat Guns N' Roses (2016–2018)

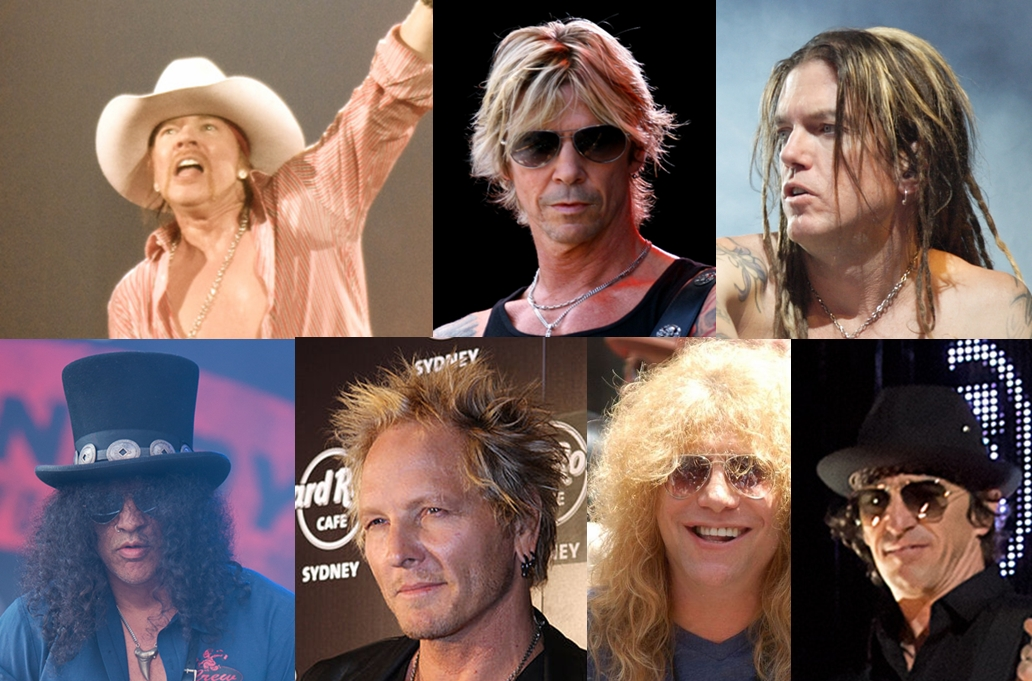
Členové Guns N' Roses uvedení do Rock and Rollové síně slávy. Horní řada: Axl Rose, Duff McKagan, Dizzy Reed. Dolní řada: Slash, Matt Sorum, Steven Adler, Izzy Stradlin.

Mnoho fanoušků se nemohlo vyrovnat s rozbitím původní sestavy a spolu s médii vyvíjeli obrovský tlak na všechny bývalé členy, aby se pokusili s Axlem spojit a obnovit původní slavnou sestavu Guns N' Roses, která nahrála Appetite for Destruction. Tuto situaci velmi komplikoval vztah mezi Slashem a Axlem. V roce 2007 však Slash změnil názor a řekl: „Nikdy neříkám nikdy… tvrdím, že by to byl dobrý nápad zahrát ve staré sestavě pár show jenom tak… pro legraci.“ Nicméně Rose se na otázku o znovusjednocení se Slashem vyjádřil: „Než se tak stane, bude jeden z nás mrtvý…“ a nazval Slashe „rakovinou“, připustil ale, že by nic nenamítal proti spolupráci s Izzy Stradlinem nebo Duffem McKaganem. Slash, Duff McKagan a Matt Sorum hráli ve Velvet Revolveru, hostovali na show Stevenovy skupiny Adler's Appetite  a udržovali přátelské vztahy. Izzy Stradlin se udobřil jak s Axlem, tak se Slashem (kterému hostoval na jeho sólové desce).
14. října 2010 zahrál Duff McKagan společně s Guns N' Roses v londýnské O2 aréně 4 písně – „Patience“, „Knockin' on Heaven's Door“, „You Could Be Mine“ a „Nice Boys (Don't Play Rock'n'Roll)“. Toto vystoupení opět rozpoutalo velké diskuze o možném sjednocení kapely. Axl Rose představil Duffa takto: „Jsem na hotelu a slyším, jak si někdo pouští nahlas muziku... a on je to Duff!“
Dalším vodítkem k návratu skupiny byly postupné odchody nových členů kapely. V červenci roku 2015 opustil skupinu sólový kytarista DJ Ashba. V dopise oznámil, že se chce věnovat své další skupině Sixx:A.M., ženě a rodině. Vzhledem k tomu, že se souborem od roku 2014 již nevystupuje ani Ron „Bumblefoot“ Thal, spekulovalo se, zda se skupina již definitivně nerozpadá, nebo naopak, zda se nechystá dlouho očekávaný reunion s některými původními členy.
V srpnu 2015 uznal Slash, že se vzájemné vztahy mezi ním a Axlem zlepšily. Už dříve naznačil, že není vyloučen jeho návrat do Guns N` Roses. „Musím být opatrný, co říkám. Pokud by o to všichni stáli a chtěli by do toho jít ze správných důvodů, fanoušci by to jistě ocenili. Myslím si, že by mohla být zábava to zkusit, ale je to komplexní téma. Tak jako tak je to záležitost lidí v kapele,“ prozradil Slash v květnu téhož roku.
To, jak reálné se spekulace o návratu jedné z nejlepších rockových skupin všech dob staly, ukazovalo i video, které bylo vysíláno v kinech při premiérách filmu Star Wars – Síla se probouzí (šlo skutečně o velmi tematický projev), ve kterém byl k vidění křičící dav podpořen velmi známým hlasem křičícím slova, která zní v písni „Welcome to the Jungle“ („Do you know where you are? You're in the jungle baby! You're gonna' die!“). Po vypuštění těchto promo videí byl změněn i profilový obrázek oficiálního facebookového účtu skupiny (objevilo se zde logo kapely z devadesátých let).
5. ledna 2016 Slash i Duff McKagan oficiálně přiznali, že jsou opět členy souboru (Izzy Stradlin a Steven Adler se neúčastnili). Přesně prvního dubna vydala kapela prohlášení, že zahraje večer v losangeleském klubu Troubadour, kde kdysi odehrála své první koncerty. Na této show byly kromě skalních fandů skupiny a šťastlivců, kteří se dostali k informaci brzo, přítomny také slavné osobnosti, mezi nimi herci, muzikanti a další. Po koncertu v Troubadour (v mezičase si Axl zlomil nohu, a proto všechny koncerty do června odzpíval v sedě, většinou pak na známém „rockovém trůně“ kytaristy a frontmana Foo Fighters Davea Grohla) se rozjelo třiadvacet let očekávané turné, které kapela nazvala symbolicky Not In This Lifetime? (Ne v tomto životě?) a zahrála například již na předem ohlášeném festivalu Coachella, v Las Vegas a dalších destinacích. Kapela navíc začala znovu hrát svá legendární intra jako „Only Women Bleed“ od Alice Coopera k „Knockin' on Heaven's Door“ či „Speak Softly Love“ před „Sweet Child O'Mine“ či „Layla“ před „November Rain“. Axl Rose byl dle fanoušků i kritiků v nejlepší hlasové formě za posledních dvacet let a dokonce se sám nabídl, že zastoupí zdravotně indisponovaného zpěváka AC/DC Briana Johnsona (Johnson začal přicházet o sluch) na turné Rock Or Bust a nutno podotknout, že přes větší vlnu nevole od skalních fanoušků skupiny kolem kytaristy Anguse Younga (na tomto turné označované jako Axl/DC), nakonec byla většina pochybujících spokojena, protože, jak už bylo zmíněno, Axl byl skutečně ve skvělé formě. Přes dočasné členství v AC/DC je Rose stále frontmanem Guns N' Roses, a po splnění závazků slíbených Angusovi Youngovi, se opět připojí ke své domovské kapele.
Dne 18. května 2017 zemřel Chris Cornell ze Soundgarden, kteří byli s Faith No More předkapelou Guns N' Roses v 90. letech během Use Your Illusion Tour a to i v České republice na Strahovském stadionu roku 1992. Cornell, mimo jiné, v roce 2010 nazpíval píseň „Promise“ na sólovém albu Slash, právě kytaristy Slashe. Kapela, coby poctu zesnulému zpěvákovi, začala na koncertech hrát píseň „Black Hole Sun“ z alba skupiny Soundgarden Superunknown z roku 1994.
Dne 4. července 2017 vystoupila kapela také v Praze, konkrétně na Letňanech, kde zazněla opět „Black Hole Sun“. Když 8. srpna 2017 zemřel další hudebník, který byl inspirací skupiny, Glen Campbell, podobně jako u Cornella, začali muzikanti na Campbellovu počest hrát jednu z jeho písní „Wichita Lineman“.
18. října 2017 kapela vystoupila v Madison Square Garden. Axl prý ve střešním baru, obklopen ženami, říkal známým, že se Slashem vycházejí skvěle, a baví se jak hraním svých starých hitů, tak i skládáním nějakých nových písní. Údajně, jakmile se oba povznesli nad svou tvrdohlavost a začali spolu mluvit, vše se velice rychle dostalo zase do pohody a reunion už pak byl snadný.

### Finále turné Not In This Lifetime.... a uniklé leaks (2018–2020)
V průběhu roku 2018 několikrát Slash, Richard Fortus i Duff McKagan hovořili o možnostech nahrání alba. Axl se k věci nikterak nevyjadřoval. Tyto debaty se objevovaly několikrát, ovšem nikdo nechtěl být konkrétní. Slash roku 2018 vydal se svou skupinou SMKC desku Living The Dream, Dizzy Reed vydal debutovou sólovku nazvanou Rock 'N Roll Ain't Easy a konečně i Duff McKagan a jeho deska Tenderness.
V letech 2018–2019 skupina začala postupně do playlistu postupně zařazovat dlouho nehrané písně, zejména z Illusion éry – krom znovu vydaného singlu „Shadow Of Your Love“ se objevují také „Locomotive“, „Dead Horse“ a z kraje roku 2020, poslední koncerty před pandemií – také píseň „So Fine“.
V létě 2019 unikají leaks, tzn. nevydané písně z kufříku jednoho z členů personálu té doby. Materiál se snaží management kapely zastavit, nicméně dost velká část populace fanoušků kapely materiál stihla z internetu stáhnout. Jedna z písní, Hard school, se objevuje též na alternativním playlistu a je očekávána na nové desce. Kapela ovšem píseň zatím na živo nezahrála, pouze na zkouškách před koncertem.
V září 2019 se v Louisville v Kentucky objevili mezi diváky ex-manažer skupiny Tom Zutaut a především bubeník Illusion éry – Matt Sorum.
V průběhu roku 2019 si jak Slash tak Duff odskočí, Slash na pár písní a Duff na celé album k Ozzymu Osbournovi a pomáhají mu nahrát novou desku Ordinary Man, která vyšla v lednu 2020.

### Plány na nové album a singl Absurd (2020–současnost)
Slash v roce 2020 (ale i 2018 a 19) několikrát uvedl že nebude velké turné bez nového alba. V roce 2020 skupina řeší jak desku vydat v době pro ně nové.
Richard Fortus v březnu 2021 byl dotázen zda se chystá i něco další kromě turné Fortus uvedl: „Jó, mraky věcí, o kterejch ovšem nemůžu mluvit.“
Během roku se skupina věnovala pracím na desce nicméně členové si tu a tam odskočili – Slash pracoval na sólovém albu a Duff McKagan šel nahrával basové patry pro svého krajana Jerryho Cantrella z Alice In Chains pro jeho sólové album.
V dubnu 2021 skupina přeložila velkou část turné na rok 2022.
6. srpna 2021 skupina vydala nový single Absurd, jedná se o předělanou skladbu Silkworms z roku 1999 ovšem podílí se na ní už Slash s Duffem McKaganem. 12. září pak Axl na party po show v Atlatic City přehrál na telefonu jedné ze svých fanynek již dlouho spekulovanou skladbu Hard School, mimo jiné jí také řekl že skladba má vyjít jako singl již brzy.
13. prosince 2021 Slash oznámil že by v létě roku 2022 měl vyjít box set Use Your Illusion.

## Odkaz skupiny

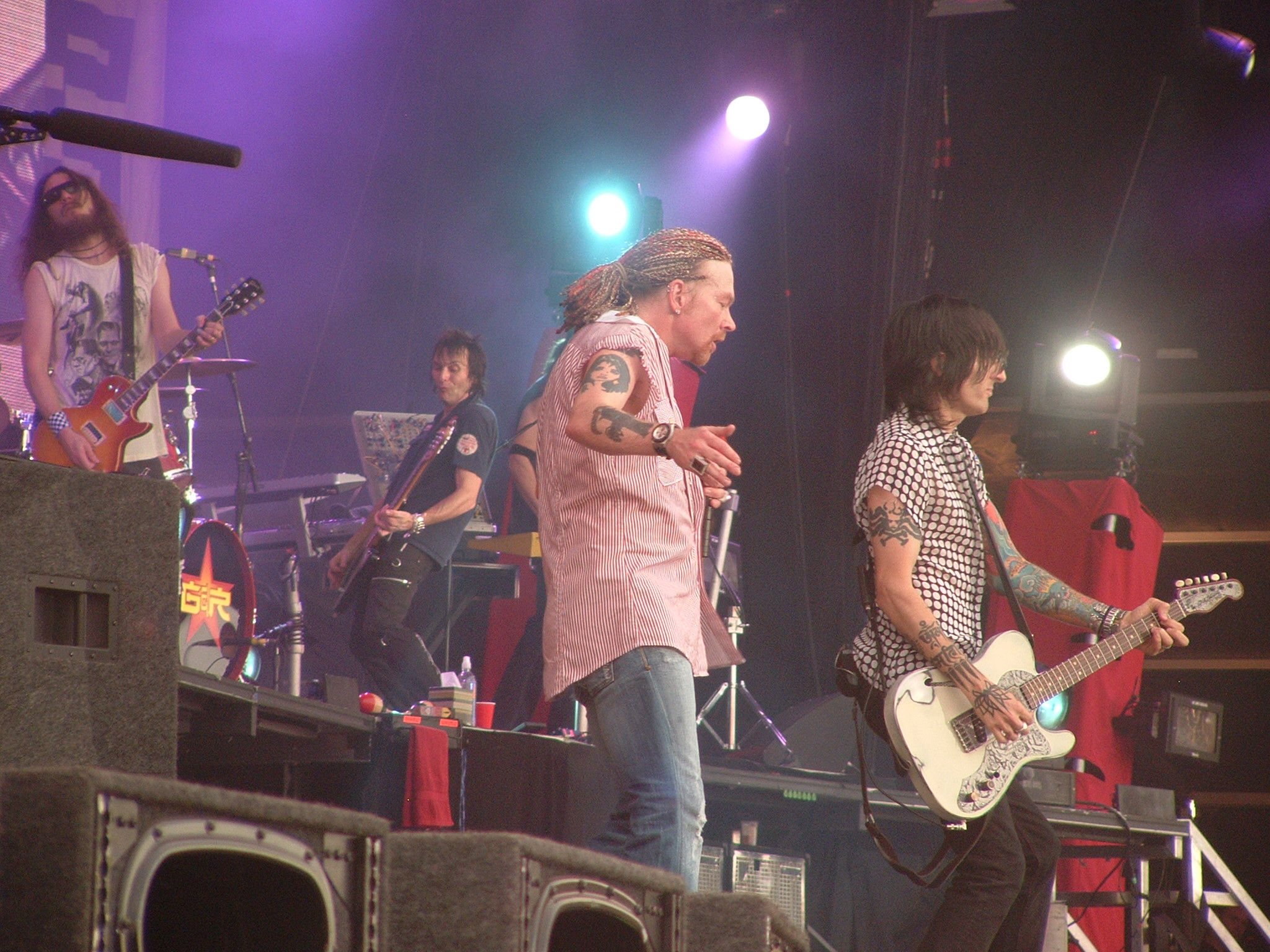
Skupina roku 2006

Guns N' Roses jsou považováni za jednu ze skupin, které změnily rockovou a heavy metalovou hudbu konce 80. let. Jejich hudba je velice vysoce hodnocena. Ozzy Osbourne a Joe Perry nazvali Guns N' Roses novými Rolling Stones. V roce 2002 se Guns N' Roses ocitli na seznamu sestaveném časopisem Q, který obsahoval 50 skupin, které člověk musí slyšet dříve než zemře. Televize VH1 ohodnotila skupinu Guns N' Roses jako devátou nejlepší hard rockovou skupinu všech dob. Album Appetite for Destruction se objevilo na seznamu 500 nejlepších alb všech dob vyhlášeném časopisem Rolling Stone.
Skupina ovšem nebyla ušetřena kritiky. Zatímco Appetite for Destruction je většinou vysoce hodnoceno, někteří kritizují alba Use You Illusion za velkou pompéznost, mnoho klišé a nedostatek humoru a ducha jejich debutového alba. Potíže s drogami u některých členů, hlavně Slashe a McKagana, a slabost Axla Rose pro trička s Charlesem Mansonem, byly často využívány médii k prezentování skupiny jako špatného vzoru pro jejich mladé fanoušky. Objevuje se také kritika za délku nahrávání alba Chinese Democracy, které se blíží deseti letům.
Zpěvák Axl Rose je také zdrojem kontroverze, a od odchodu zakládajících členů byl rovněž častěji kritizován. Jeho neustálé vyhýbání se novinářům, což dokládá fakt, že se od roku 1994 nezúčastnil tiskové konference, vede k mnohým spekulacím o jeho duševním zdraví. Hudební kritici a někteří fanoušci jej obviňují z rozbití původní sestavy. Také kritizují jeho perfekcionismus, který vede ke konfliktům s ostatními a k časovým prodlevám mezi alby.

## Členové
- Axl Rose – zpěv, piano (1985–dosud)
- Slash – kytara (1985–1995, 2016–dosud)
- Dizzy Reed – klávesy (1990–dosud)
- Duff McKagan – baskytara (1985–1995, 2016–dosud)
- Richard Fortus – kytara (2002–dosud)
- Melissa Reese – syntezátor, klávesy, programování (2016–dosud)
- Isaac Carpenter – bicí (2025–dosud)

## Diskografie
- Appetite for Destruction (1987)
- G N' R Lies (1988)
- Use Your Illusion I (1991)
- Use Your Illusion II (1991)
- The Spaghetti Incident? (1993)
- Chinese Democracy (2008)

## Turné
| - The Early Days of Guns N' Roses (1985–1987) - Appetite for Destruction Tour (1987–1988) - Use Your Illusion Tour (1991–1993) - Chinese Democracy Tour (2001–2011) | - Up Close and Personal Tour (2012) - Appetite for Democracy (2012–2014) - Not in This Lifetime… Tour (2016–2019) - We're F'N' Back! Tour (2021–2023) |

### Vystoupení v Česku
- 20. května 1992 – Strahovský stadion, Praha (Use Your Illusion Tour)
- 13. června 2006 – O2 arena, Praha (Chinese Democracy Tour)
- 27. září 2010 – O2 arena, Praha (Chinese Democracy Tour)
- 4. července 2017 – Letiště Letňany, Praha (Not in This Lifetime… Tour)
- 18. června 2022 – Letiště Letňany, Praha (We're F'N' Back! Tour)
- 15. června 2025 – Park 360, Hradec Králové